# Turistická značená trasa 7226
 Turistická značená trasa 7226 je 5 km dlouhá žlutě značená trasa Klubu českých turistů v okrese Trutnov spojující Svobodu nad Úpou s rozcestím pod loveckou chatou Pašovka. Její převažující směr je severovýchodní. Trasa se ve své horní části nachází na území Krkonošského národního parku.

## Průběh trasy
Počátek trasy 7226 se nachází na rozcestí severně od vlakového nádraží ve Svobodě nad Úpou a přímo zde navazuje na žlutě značenou trasu 7227 přicházející sem od Hoffmannovy boudy. Zároveň je zde výchozí červeně značená trasa 0407 do Janských Lázní a zeleně značené trasy 4210 na Pardubické boudy, 4212 na Rýchorskou boudu, 4228 do Janských Lázní a 4410 na Modrokamennou boudu.
Trasa 7226 stoupá nejprve východním směrem kolem hřbitova v souběhu trasou 4212, poté se stáčí na sever a vede po Růženině cestě. Opět se stáčí na východ a vede přes louku na Slunečnou stráň, kde končí souběh s trasou 4212. Trasa 7226 odtud stoupá po lesní cestě stále k severovýchodu do údolí potoka Kalné na rozcestí pod loveckou chatou Pašovka, kde končí. Rozcestím je průchozí modře značená trasa 1820 z Trutnova, po které je možné pokračovat na Rýchorskou boudu.

## Historie
Koncové rozcestí a zároveň napojední na trasu 1820 se dříve nacházelo asi o 300 metrů níže.

## Turistické zajímavosti na trase
- Přírodní památka Slunečná stráň